# موسپانوف
موسپانوف (انگلیسی: Mospanov) یک شهرک در بخش نوووسکولسکی استان بلگورود کشور روسیه است.